# Mortierorgel Het Paashuis

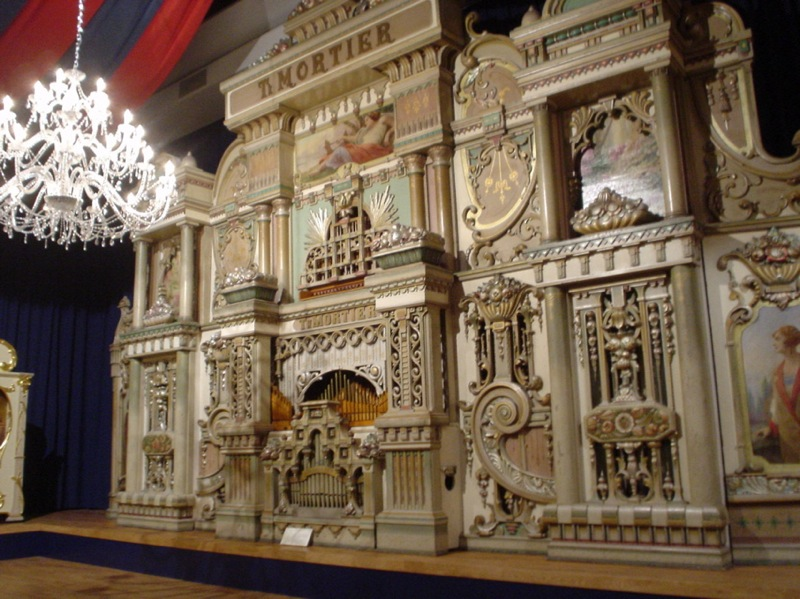
De Paashuis in een van de hallen van Museum Speelklok te Utrecht

Mortierorgel Het Paashuis of De Paashuis, is een dansorgel dat in 1927 werd gebouwd in de orgelfabriek van firma Mortier, te Antwerpen. 

## Geschiedenis
Dit 101-toets tellende orgel werd in 1927 gebouwd in de orgelfabriek van de firma Mortier te Antwerpen, met het fabrieksnummer: 1020. Na de bouw was het orgel jarenlang in het bezit van de kermisfamilie Paashuis in Vught. Het speelde toen op kermissen in een danstent. 
In 1959 werd het orgel aangekocht door het Nationaal Museum van Speelklok tot Pierement te Utrecht.
In 1999-2000 onderging het orgel een grote reparatiebeurt. Hierbij werden de blaasbalg en andere onderdelen opnieuw beleerd, houtconstructies opnieuw gelijmd en werd al het pijpwerk nagezien en waar nodig gecorrigeerd. Hierdoor heeft het orgel zijn oorspronkelijke muzikale uitstraling teruggekregen.